# Microsema heterolocha
Microsema heterolocha är en fjärilsart som beskrevs av Louis Beethoven Prout 1910. Microsema heterolocha ingår i släktet Microsema och familjen mätare. Inga underarter finns listade i Catalogue of Life.